# Swinton (Yorkshire du Sud)
Pour les articles homonymes, voir Swinton.
Swinton est une ville de 12 881 habitants située dans le Yorkshire du Sud, au nord-est de Sheffield. Administrativement, elle relève du district métropolitain de Rotherham. Sa population est de 15 559 habitants (2011).

## Géographie
La ville se trouve à cinq miles au nord-nord-est de la grande ville de Rotherham et directement à l'ouest-sud-ouest de Mexborough. Le bâtiment d'origine de l'école primaire et infantile, construit en 1852 sur Church Street, anciennement l'école Fitzwilliam a été converti en appartements résidentiels appelés Fitzwilliam Lodge.
La ville est située sur une colline. Les zones les plus élevées contiennent généralement des habitations plus anciennes, et les zones plus basses, des propriétés de construction plus récente. La partie la plus basse de la ville contient deux lignes de chemin de fer principales, la rivière Don, le canal de navigation de Sheffield et du Yorkshire du Sud et le canal Dearne et Dove abandonné.

## Histoire
La ville était autrefois un centre de fabrication de poteries , de mines de charbon , de verrerie, de construction de barges de canal et d'ingénierie.
Elle est connue pour la Rockingham Pottery, un fabricant de porcelaine. L'usine a fermé en 1842.  Il y avait plusieurs autres poteries dans la région au XIXe siècle. L'un des fours d'origine, une petite partie de l'usine, une maison de gardien (toutes deux devenues des résidences privées) et le moulin en silex de la poterie subsistent  dans Pottery Ponds, un petit parc près de Blackamoor Road.
En juin 2014, Andrew Allen a découvert  des tessons de poterie alors qu'il faisait du jardinage. Les observations préliminaires ont montré qu'il s'agissait d'environ 90 tessons de poterie, dont de la vaisselle samienne , de la vaisselle de cuisine traditionnelle et de la poterie rustiquée, ainsi que de possibles déchets de travail du métal et du verre.

## Archéologie
Le village se trouve entre la crête romaine (qui s'étend approximativement de Wincobank, au nord-est de Sheffield, à Mexborough) et la route romaine du sud-ouest de Doncaster (le fort romain et l'établissement mineur de Danum). Un trésor de pièces de monnaie datant du début du IIIe siècle a été mis au jour lors de la construction d'une cave dans le village en 1853.
En octobre 2014, le premier projet archéologique du Yorkshire du Sud  a commencé par une fouille archéologique dans la zone des découvertes de poterie . Elle a trouvé des preuves d'un fossé romain et d'un possible système de champs romains, ainsi que de nombreux morceaux de poterie de la fin du Ier au début du  IIIe siècle. D'autres fouilles archéologiques ont été entreprises au printemps 2015 ainsi qu'une étude géophysique complète des terrains de jeu de l'école Swinton Fitzwilliam. D'autres travaux sont prévus avec Elmet Archaeology et la communauté locale.

## Économie et transports
À la suite du déclin des industries traditionnelles et après la grève des mineurs des années 1980, l'emploi est principalement fourni par les services et l'industrie légère dans la région de Manvers. Dans la zone des lignes de chemin de fer et des canaux, il subsiste un chantier naval avec une activité limitée de réparation et de transport de barges, ainsi que des installations de sciage et de travail du bois.
Le canal de navigation de Sheffield et du Yorkshire du Sud, qui était autrefois une voie de transport majeure entre Sheffield et Goole a fait l'objet d'une modernisation substantielle au milieu des années 1980 et peut accueillir de grands navires jusqu'à Rotherham et des bateaux de plaisance jusqu'à Sheffield. Le fret en vrac limité est revenu sur le canal grâce à l'utilisation de l'écluse moderne de Swinton.
La ville n'a pas eu de gare entre janvier 1968, date à laquelle l'ancienne gare a été fermée dans le cadre des réductions Beeching, et 1991, date à laquelle une nouvelle gare a été ouverte après la restauration de la double voie Swinton Curve (également connue sous le nom de Foundry Curve), permettant aux trains de se rendre de Sheffield à Doncaster. L'augmentation du nombre de passagers a conduit à la mise en place d'un bâtiment en briques abritant un guichet et une salle d'attente. Certains services de bus locaux sont en correspondance avec les trains à cet endroit.